# Lúčky (potok)
Lúčky – potok w powiecie Turčianske Teplice w środkowej Słowacji. Ma długość 6,3 km i jest lewostronnym dopływem Jasenicy.
Wypływa na wysokości około 715 m w grupie górskiej Żar (Žiar) w dolinie u południowo-wschodnich podnóży szczytu Rozložná (783 m). Przepływa przez położoną w górnej części tej doliny opuszczoną osadę Hadviga i nadal płynie przez góry Żar w kierunku południowo-wschodnim. Opuszczając je wypływa na Kotlinę Turczańską, na której kilkakrotnie zmienia kierunek przepływu. Płynie przez pola uprawne, następnie uregulowanym hydrotechnicznie korytem przez zabudowany obszar wsi Liešno. Opuszcza wieś, znów płynie przez pola uprawne Kotliny Turczańskiej i po zachodniej stronie zabudowań wsi Kaľamenová na wysokości około 463 m uchodzi do Jasenicy.